# 米兰蒂
米兰蒂是巴西巴伊亚州的一个市镇。总面积927.826平方公里，总人口17660人，人口密度19人/平方公里。